# Civil War (comics)
Pour les articles homonymes, voir Civil War et Civil War II.
Civil War est une série de comics publiée en sept épisodes, à quoi s’ajoutent des ties-in dans les séries régulières concernées, par Marvel Comics. L’ensemble a été écrit par Mark Millar et dessiné par Steve McNiven. Cette série est ce qu’on appelle un crossover : elle fait se rencontrer des personnages de séries jusque-là indépendantes. En ce sens, elle a eu de nombreuses répercussions dans l’Univers Marvel. Civil War est paru aux États-Unis en 2006-2007, et en France en 2007.
La série décrit la promulgation d'une nouvelle loi, la Loi de recensement des Sur-Hommes Super-Human Registration Act et ses conséquences dans l’Univers Marvel. La loi impose à toute personne possédant un super-pouvoir ou qui porte un masque dans le but de protéger les citoyens des super-vilains de s’inscrire à un registre officiel et de révéler son identité secrète auprès des autorités afin que celles-ci puissent encadrer et contrôler ses activités. Les super-héros (et les lecteurs) se divisent alors en deux groupes : ceux qui sont favorables à la loi et s'y plient par conviction ou pour obtenir une amnistie dans le cas des super-vilains, et ceux qui la refusent au prétexte qu'elle entrave les libertés individuelles ou menace la sécurité de leurs proches.
Chacun des deux groupes se rallie derrière un super-héros emblématique de l’Univers Marvel, Iron Man pour ceux qui sont favorables à la loi et Captain America pour ceux qui y sont défavorables. La série met alors en scène la lutte à laquelle les deux groupes vont se livrer. Elle s'achève par un combat titanesque dans les rues de New York.
La trame de cette histoire est adaptée dans le film sorti en 2016, Captain America: Civil War, et un crossover du même nom est sorti en 2016.

## Contexte
Après l’attaque et la destruction du Manoir des Vengeurs, la destruction de Manhattan à cause de la guerre secrète de Nick Fury, la perte des pouvoirs de 91,4 % des mutants (qui oblige le reste à devenir plus clandestins) à la suite du M-Day et le désastre que causa Hulk, exposé à l’explosion d’une bombe gamma qui le rendit mentalement instable, à Las Vegas (où sont morts vingt-six adultes, deux enfants et un chien), il règne dans le monde un climat de peur, encore plus fort qu'à l'accoutumée, envers les super-héros. Un nouveau projet de loi est alors émis par le gouvernement américain : le recensement des super-héros. Cette loi oblige toute personne ayant des pouvoirs de se déclarer à l’État et de s’enrôler au SHIELD afin de devenir ses nouvelles forces de sécurité. Ils seront toujours des super-héros, mais sous une hiérarchie. Tony Stark, alias Iron Man, est informé par ses contacts du Congrès du nouveau projet de loi.
Iron Man a alors réuni les Illuminati pour une réunion exceptionnelle afin de leur demander de faire partie de ce projet de loi pour éviter qu’une catastrophe se produise, comme deux camps de super-héros combattant l’un contre l’autre. Seuls lui et Mr Fantastique se sont montrés favorables à cette loi ; de leur côté, Namor, Flèche Noire et le Docteur Strange l’ont rejetée. Ce fut alors l’avant-dernière réunion des Illuminati connue à ce jour.
Spider-Man, alors dans l'équipe des Nouveaux Vengeurs, habite temporairement chez Tony Stark avec MJ et se lie d'amitié avec lui. Celui-ci lui construit l'armure Iron Spider et lui demande alors de devenir son bras droit. Sa première mission est de l'accompagner à Washington pour une affaire de sécurité nationale, concernant la loi sur le recensement des super-héros. Ils s'y rendent et mais Tony avait engagé en secret l'Homme de titanium pour déclencher un combat. Peter Parker crut ainsi défendre Tony en combattant le méchant, mais tout était prévu : il fallait juste retarder la mise en place de la nouvelle loi, devenue inévitable.

## Déroulement de l'histoire
Après une altercation filmée en direct entre les New Warriors (Night Thrasher, Namorita, Speedball et Microbe) et un groupe de super-vilains (Cobalt Man, Speedfreek, Coldheart et Nitro échappés de prison à la suite de l’incident de l’île Ryker.), plus de huit cent cinquante-neuf habitants de la ville de Stamford dans le Connecticut, aux États-Unis, périssent lorsque Nitro, un surhumain aux pouvoirs destructeurs, détruit plusieurs pâtés de maisons et leurs habitants.
Un des membres des New Warriors, Speedball, a survécu à l'explosion et se retrouve projeté à des centaines de kilomètres des lieux de l'incident à Stockton. Blessé, il est remis aux autorités et est rendu responsable du décès des 859 habitants de la ville de Stamford.
L'opinion se retourne contre les super-héros, jugés moralement responsables de la catastrophe de Stamford, une vague d'agression des super-héros déferle, la Torche en est victime. Soutenu par Iron Man, le gouvernement américain fait alors promulguer par le congrès une loi spéciale : la loi de recensement des super-humains. Cette loi oblige tout super-humain à se faire recenser, révéler son identité secrète aux autorités, suivre une formation appropriée, et travailler aux ordres du gouvernement. S'ils ne se plient pas à cette loi, ils seront arrêtés et placés en détention dans des prisons prévues afin d'accueillir les super-héros entrés dans l'illégalité.
Maria Hill, la directrice du SHIELD, demande alors au légendaire Captain America de créer une équipe de super-héros enregistrés pour appréhender tous les super-héros qui ne se soumettraient pas à cette nouvelle loi.
Captain America refuse catégoriquement l'offre de Maria Hill et est alors sous la menace des agents du SHIELD qui cherchent à l'appréhender. Il réussit à s'enfuir et forme un mouvement de résistance clandestin, les Vengeurs secrets.
Hercule, le Faucon (Sam Wilson), Daredevil (Danny Rand), Luke Cage, Cable (Nathan Summers) et les Young Avengers, ne voulant pas se soumettre à cette nouvelle loi, rejoignent les rangs de Captain America. Nick Fury, ancien directeur du SHIELD, leur propose son aide et accepte que la résistance de Captain America utilise une base du SHIELD connue de lui seul.
Le gouvernement américain demande ensuite à Tony Stark de créer une équipe de super-héros dans chaque État de l'Union pour faire respecter la nouvelle loi : tous les super-héros devront dorénavant travailler pour l'état et divulguer leur identité. Ils devront aussi poursuivre et arrêter tous les héros et vilains qui s'opposent à la nouvelle loi.
Miss Marvel, Pourpoint Jaune, La Guêpe, Tigra, Wonder Man et Spider-Man deviennent les premiers super-héros à devenir des conscrits pour le gouvernement américain. Ils deviennent la nouvelle équipe des Puissants Vengeurs. Iron Man s’allie avec les Thunderbolts pour créer une force de frappe pour capturer les super-héros non enregistrés.
Tony Stark et Peter Parker, afin de donner l'exemple, révèlent tous deux leur identité devant les caméras de télévision,. Peter prend néanmoins conscience du danger qu'entraîne la révélation de son identité lorsque des supers-vilains tels que le Docteur Octopus s'attaquent à ses collègues de travail et menacent sa famille.

### Embuscade
Les Vengeurs Secrets reçoivent un SOS provenant d'une usine pétrochimique prétendument en proie à un incendie. Les super-héros rebelles se rendent sur place pour tenter d'y secourir les éventuelles victimes. Arrivés sur place, ils se rendent vite compte qu'ils sont tombés dans un piège tendu par Iron Man et ses alliés, qui attaquent les Vengeurs Secrets. Captain America combat Iron Man qui le blesse gravement. La situation, déjà délicate pour les Vengeurs Secrets, s'envenime ensuite avec l'arrivée de Thor, censé être mort. Ce dernier, dans une rage indescriptible, assassine Goliath (Bill Foster) sous les yeux de tous les super-héros présents. Jane Richards, choquée par ce meurtre, permet aux Vengeurs Secrets de s'enfuir sous le regard médusé de Red Richards, son époux devenu un soutien inconditionnel de la loi de recensement des super-humains. Il sera ensuite révélé que Thor n'est autre qu'un clone sans conscience humaine créé et contrôlé par Red Richards.
Alors que les membres des deux camps tentent de se remettre du drame, Jane Richards et son frère Johnny Storm quittent les Quatre Fantastiques afin de rejoindre Captain America. Cable décide quant à lui de se retirer du conflit (comme l'a fait La Chose), tandis que Stature et Nighthawk rejoignent le clan des pro-recensement d'Iron Man. Wiccan des Young Avengers est fait prisonnier. Les pertes de chaque côté sont lourdes et le meurtre de Goliath laisse certains héros amers, comme Spider-Man, qui doute de plus en plus de la légitimité de son engagement.
Iron Man et Mr Fantastique, voyant leurs effectifs baisser, décident de prendre des mesures radicales. Ils forment de nouveaux Thunderbolts avec d'anciens super-vilains. Ayant accepté de donner leur identité, les criminels sont maintenant des agents de l'État et peuvent légalement combattre les super-héros anti-recensement.
Plusieurs super-héros sont alors faits prisonniers et sont envoyés dans une prison dénommée 42 qui se trouve dans la Zone négative, un univers parallèle, et qui a été construite par les Entreprises Stark et gérée par Tony Stark, Red Richards et Henry Pym.

### Changement de camp
Peter Parker est tourmenté à l'idée de combattre les super-héros alors que ses alliés engagent maintenant des criminels. De plus, il a dû combattre à plusieurs reprises son idole Captain America pour le livrer aux autorités. Par la suite, la mort de Goliath le fait hésiter, mais c'est en découvrant la prison de la Zone négative et les nombreux super-héros incarcérés sans jugement qu'il comprend qu'il a choisi le mauvais camp et décide d'en changer. Il en parle à sa femme et à sa tante qui décident de le soutenir dans sa décision.
Cependant, cette conversation avait été enregistrée et écoutée par Iron Man. Un affrontement débute entre les deux super-héros, mais Spider-man réussit à s’enfuir de la tour des Vengeurs. Une bande de criminels réformés le suivent et lui tendent une embuscade. Le Pitre et Jack O'Lantern lui infligent de sérieuses blessures. Alors qu'il paraissait douteux que ces criminels obéissent à l'ordre de le capturer vivant, le Punisher les abat d'une balle dans la tête.

### Un nouvel espoir
Au même moment a lieu une réunion au repaire des Vengeurs Secrets. On apprend que le téléporteur nommé La Cape a été appréhendé et incarcéré dans la prison 42 de la Zone négative avec sa compagne de route Épée. Alors que les super-héros cherchent une solution pour aller secourir leurs alliés prisonniers, le Punisher arrive avec Spider-Man dans ses bras. Il a besoin de soins médicaux de toute urgence, en raison des blessures infligées par ses poursuivants.
Pendant que Spider-Man reçoit des soins, le Punisher leur explique que plusieurs criminels ont rejoint les rangs d'Iron Man. Il leur offre son aide pour tenter d'entrer dans la zone négative mais plusieurs vengeurs ne lui font pas confiance. Il leur explique qu'il les a pourtant déjà aidés dans leurs derniers combats.
À New York, l’équipe du SHIELD appréhende Daredevil dans le quartier de Hell's Kitchen (il n'est autre qu'Iron Fist qui a revêtu le costume de Daredevil pour convaincre les médias que Matt Murdock n'est pas Daredevil). Il est envoyé dans la zone négative de la prison 42. Iron Man lui demande de s'engager dans son combat et dit qu'il serait même prêt à lui fournir une équipe pour arrêter des super-héros récalcitrants. Juste avant de le faire entrer dans sa cellule, l'un des deux gardes donne à Iron Man une pièce d'un dollar cachée sous la langue de Daredevil, et qui lui était destinée. Alors Daredevil parle pour la première fois depuis son arrestation : « Je suppose que ça t'en fait 31, maintenant ?... Dors bien, Judas ! »

### La contre-attaque
Comme le Punisher réussit par ses propres moyens à entrer au Baxter Building (repaire des Quatre Fantastiques) et à y découvrir les plans pour la porte 42, Sue Richards se rend dans la cité d'Atlantis pour y rencontrer Namor. Elle veut qu'il rejoigne les rangs des Vengeurs Secrets mais sans succès, Namor ayant ses propres ambitions.
Pendant ce temps, au repaire des Vengeurs, le Punisher est revenu avec les plans détaillés de la Porte 42. Soudain, les super-vilains Goldbug et Plunderer arrivent à la base secrète des rebelles. Leur but est de rejoindre les rangs de Captain America, mais le Punisher les abat froidement. Horrifié par ce qu'il vient de voir, Captain America expulse le Punisher du groupe.
Les Vengeurs Secrets, rejoints par Tornade des X-Men et La Panthère noire, s'infiltrent à l'intérieur du complexe 42. L'équipe est alors confrontée aux super-héros ralliés à la cause d'Iron Man, et il s'avère que chaque équipe avait installé des taupes dans le camp rival.
Une surprise de taille attend les super-héros gouvernementaux : Pourpoint Jaune, le Docteur Henry Pym, avoue être l'autre espion à la solde des Vengeurs Secrets. Mr Fantastic et Iron Man n'en reviennent pas. Mais Pourpoint Jaune se métamorphose alors en jeune homme vert qui s'appelle Hulkling, un membre des Young Avengers. Il avait réussi à infiltrer la ligue des super-héros enregistrés le matin même.
Les super-héros prisonniers de la Zone Négative sont libérés et rejoignent les rebelles. Maintenant, ils sont prêts à se battre. Alors que la bataille se prépare, Captain America avertit les supporters de la loi controversée : « Maintenant Gentlemen, fermez les yeux. Ça va faire mal. »

### La fin des combats
Alors que la bataille finale commence, la Cape téléporte les combattants à New-York, au moment où Namor et une armée d'Atlantes arrivent pour se battre du même côté que les Vengeurs Secrets et tandis que les Champions rejoignent Iron Man. Le clone de Thor et le double de Captain Mar-Vell font partie des forces de l'équipe d'Iron Man. Mister Fantastic sauve la Femme Invisible d'une balle tirée par le Maître de Corvée et Hercule détruit le clone de Thor. La Vision désactive Iron Man et La Chose revient pour protéger des citoyens du désastre causé par les combats acharnés.
Alors que Captain America veut en terminer avec un Iron Man à moitié détruit, les policiers, les pompiers et d'autres citoyens tentent de le raisonner en le faisant réaliser qu'un quartier de New York est devenu un champ de ruine. Le héros réalise l'ampleur des dégâts et décide de se rendre, car il vient de comprendre que lui et les autres super-héros sont allés trop loin et que ce sont les citoyens qu'ils sont supposés protéger qui sont les victimes de cette guerre civile. Captain América retire donc son masque et se rend aux soldats du SHIELD, sous les regards médusés de ses alliés et de ses ennemis. Il demande à ses alliés de se rendre eux aussi, car il est désormais résolu à lutter contre la loi de l’enregistrement dans la légalité.
Iron Man a alors les mains libres pour mettre en place son projet Initiative dont le but est de former de nouveaux super-héros et de placer une équipe par États des États-Unis. Lors de son transfert à la base du S.H.I.E.L.D, Captain America est pris pour cible par Crossbones. Mais alors qu'il survit à cette attaque, Sharon Carter lui tire une balle dans le ventre à bout portant (elle a en réalité été conditionnée par le Docteur Faustus). Cet évènement marque un tournant décisif dans l'histoire des super-héros de l'univers Marvel, Captain America étant pour les partisans de la loi ainsi que pour ceux y étant défavorables, un modèle à suivre et à respecter.
Par la suite, le président des États-Unis garantit l’amnistie générale à tous les opposants de la loi de l’enregistrement ou qui ont eux-mêmes retournés leur veste en s’enregistrant.

## Conséquences principales
- Les mutants rôdent librement, surveillés par les Sentinelles postées à l'Institut Xavier.
- Bishop quitte les X-Men et on lui offre une place à l'ONE.
- L'identité de Spider-Man est rendue publique. Il devient, lui et ses proches, la cible de ses ennemis, de même que tous ses anciens alliés favorables à la loi de recensement. Quand May Reilly est grièvement blessée par un tueur à gages du Caïd, Spider-Man revêt de nouveau son costume noir, pour montrer à ses ennemis qu'il sera aussi cruel qu'eux.
- Le président des États-Unis accorde une amnistie générale pour les opposants à la loi de recensement qui se rendraient.
- Tony Stark devient le nouveau directeur du S.H.I.E.L.D..
- Le projet Initiative est lancé, dans le but de créer une nouvelle équipe de super-héros dans chaque État des États-Unis.
- Les Puissants Vengeurs sont créés.
- Plusieurs héros préfèrent s'exiler, notamment au Canada, où l'équipe des Omega Flight est créée avec Sasquatch (Walter Langkowski) , Talisman (Elizabeth Twoyoungmen), Arachne (Julia Carpenter), Beta Ray Bill, Guardian (Michael Pointer) et US Agent (Jonathan Walker).
- De nombreux héros choisissent de rester clandestins, comme les Nouveaux Vengeurs : Docteur Strange, Echo (anciennement Ronin), Iron Fist, Luke Cage, Ronin (actuellement un Clint Barton ressuscité), Spider-Man, Spider-Woman et Wolverine.
- Mr Fantastique et la Femme Invisible quittent temporairement les Fantastic Four et sont remplacés par Tornade et la Panthère noire
- On assiste au retour de Captain Marvel I. C'est en fait le skrull Khn'nr, modifié génétiquement pour ressembler au véritable Mar-Vell, qui est récupéré par Sentry dans la prison de la zone négative et ramené sur Terre[18].
- Les pouvoirs de Speedball (et sa santé mentale) furent drastiquement altérés lors de l'explosion de Stamford. Il devient le nouveau Penance, et intègre l'équipe des Thunderbolts.
- Tom Foster, le neveu de Bill Foster, devient le nouveau Goliath.
- Une nouvelle équipe des New Warriors apparaît, dirigée par un Night Thrasher « ressuscité » (Donyell Taylor) avec des membres ex-mutants sans super-pouvoirs après le M-Day: Wondra (Jubilation Lee), Tempest (Angel Salvadore), Skybolt (Vincent Stewart), Blackwing (Barnell Bohusk), Decibel (Jonothon Starsmore), Ripcord (Miranda Leevald), Phaser (Christian Cord) et Longstrike (Christine Cord)[19].

## Liste des personnages par camp
Personnages pro-recensement :
- Iron Man (New Avengers)
- Mr Fantastique (Fantastic Four)
- La Guêpe
- Miss Hulk
- Hank Pym
- War Machine
- Wonder Man (New Avengers)
- Miss Marvel (New Avengers)
- Clone de Thor
- Le Bouffon vert (Norman Osborn)
- Mac Gargan (Thunderbolts)
- Songbird (Thunderbolts)
- l'Homme-radioactif (Thunderbolts)
- Le Tireur (Thunderbolts)
- Jack O'Lantern
- Baron Zemo (Thunderbolts)
- Stature (Young Avengers)
- Bishop
- Micromax
- Sabra
- Bantam
- Nighthawk
- Batroc
- Tigra
- J. Jonah Jameson
- Miriam Sharpe
- Sentry (New Avengers)

Personnages anti-recensement :
- Captain America (Secret Avengers)
- Hercule (Secret Avengers)
- Daredevil (Secret Avengers)
- La Cape et l'Épée (Secret Avengers)
- Power Man (Secret Avengers)
- Goliath (Secret Avengers)
- Le Faucon (Secret Avengers)
- Spider-Man (Secret Avengers)
- Patriot (Young Avengers)
- Wiccan (Young Avengers)
- Hulkling (Young Avengers)
- Œil-de-Faucon (Young Avengers)
- Vision (Young Avengers)
- Speed (Young Avengers)
- La Femme Invisible (Fantastic Four)
- Cyclope (X-Men)
- Le Fauve (X-Men)
- Angel (X-Men)
- Iceberg
- Wolverine
- Le Punisher
- La Panthère noire
- Tornade
- Nick Fury (ex-SHIELD)
- Flag Smasher
- Domino
- Shatterstar (X-Force)
- Caliban
- Prodigy (ex-Slinger)
- Iron Fist (New Avengers)
- Le Typographe
- Solo
- Thunderclap
- Network
- Battlestar
- Gladiatrix
- Coldblood
- Silhouette
- Spider-Woman
- Silverclaw
- La Torche humaine (Fantastic Four)
- Luke Cage

Personnages neutres ou possédant des intérêts particuliers :
- Penance (Thunderbolts)
- Cable
- Le Caïd
- La Chose (Fantastic Four)
- Crâne rouge
- Walter Declun
- Docteur Fatalis
- Docteur Faustus
- Firestar
- Emma Frost
- Le Penseur fou
- Nitro
- Le Maître des maléfices
- Franklin Richards
- Valeria Richards
- Joe Robertson
- Docteur Strange
- Flash Thompson
- Uatu (Le Gardien)
- Ben Urich
- Deadpool
- Moon Knight

## Titres composant le crossover

### Prélude
- New Avengers Illuminati #1[20]
- Fantastic Four #536-537[21]
- The Amazing Spider-Man #529-531[22]
- Union Jack #3
- Civil War Opening Shot Sketchbook

### Histoire principale
Civil War #1 :
- Marvel Spotlight Millar/McNiven
- Wolverine (vol. 3) #42[24].
- She-Hulk #8
- Civil War: Front Line #1
- Thunderbolts #103[25].
- New Avengers #21[26].
- Fantastic Four #538[26].
- The Amazing Spider-Man #532[27].

Civil War #2.
- New Avengers #22[29].
- The Amazing Spider-Man #533[30].
- Sensational Spider-Man #28
- Civil War: Frontline #2-3
- New Avengers #23[29].
- Wolverine (vol. 3) #43[31].
- X-Factor #8[32].
- Thunderbolts #104[25].
- Cable & Deadpool #30-31
- X-Factor #9
- Black Panther (vol. 4) #18

Civil War #3 :
- Daily Bugle Special Edition: Civil War
- Black Panther (vol. 4) #18
- Wolverine (vol. 3) #44-45
- Young Avengers and Runaways #1-2
- Civil War Frontline #4-5

Civil War #4 
- Civil War Frontline #6-7
- Civil War: X-Men #1-4
- Fantastic Four #539
- The Amazing Spider-Man #534
- Ms. Marvel (vol. 2) #6-7
- Thunderbolts #105
- Heroes for Hire (vol. 2) #1
- New Avengers #24
- Civil War Files
- Friendly Neighborhood Spider-Man #11-13
- The Sensational Spider-Man #29-31
- Wolverine (vol. 3) #46-47
- Civil War Young Avengers and Runaways #3-4
- Heroes for Hire (vol. 2) #2-3
- Cable & Deadpool #32
- Iron Man/Captain America: Casulties of the War
- Captain America (vol. 5) #22-23
- Iron Man (vol. 4) #13
- Ms. Marvel (vol. 2) #8
- New Avengers #24
- Black Panther (vol. 4) #21
- Civil War: Choosing Sides
- Fantastic Four #540
- The Amazing Spider-Man #535

Civil War #5 :
- The Punisher War Journal (vol. 2) #1
- The Amazing Spider-Man #536
- Fantastic Four #541
- New Avengers #25
- The Amazing Spider-Man #537
- Iron Man (vol. 4) #14
- Civil War Frontline #8-9
- Black Panther (vol. 4) #22-23
- Captain America #24
- War Crimes
- Moon Knight #7-10
- Ghost Rider (vol. 3) #8-11
- Blade (vol. 6) #5
- Fantastic Four #541
- Winter Soldier: Winter Kills
- The Sensational Spider-Man #32-34
- Friendly Neighborhood Spider-Man #14-16
- Civil War Files
- Fantastic Four #542
- Civil War: The Return

Civil War #6 :
- The Punisher War Journal (vol. 2) #2-3
- Wolverine (vol. 3)#48
- Black Panther (vol. 4)#24
- Civil War: Front Line #10

Civil War #7 :
- Civil War: Front Line #11
- The Amazing Spider-Man #538
- Black Panther (vol. 4) #25

### Épilogues
- Marvel Spotlight Civil War Aftermath
- Civil War: Battle Damage Report
- Fantastic Four #543
- Captain America (vol. 5) #25
- Civil War: The Confession
- Civil War:The Initiative

## Histoires parallèles
- Eternals (vol. 3) #3
- The Incredible Hulk (vol. 3) #100
- Marvel Knights Daredevil #87
- New X-Men #18
- She-Hulk #9
- Black Panther #19-20
- Nextwave: Agents of HATE #11
- Annihilation #4
- Back in Black

## Analyse
Plusieurs critiques ont comparé les thématiques de Civil War avec les États-Unis post-11 septembre, notamment au niveau de la guerre contre le terrorisme, de la sécurité et de la sauvegarde des libertés (Patriot Act, Guantánamo…),,.

## Adaptation cinématographique
Cette adaptation cinématographique se concentre uniquement sur une trame identique mais limitée au groupe des Vengeurs, ayant pour conséquence une scission de l'équipe entre les partisans de Captain America et ceux d'Iron Man. Le scénario s'éloigne également du cycle du comics concernant l'élément déclencheur de ce conflit, en attribuant sa paternité à Helmut Zemo, qui souhaite se venger de l'équipe de super-héros.